# 直子センセの診察日記
『直子センセの診察日記』（なおこセンセのしんさつにっき）は、1999年3月30日から5月28日まで、TBS系の昼ドラマ放送枠、『ドラマ30』で放送された中部日本放送（CBC）制作のテレビドラマである。全44回。

## 概要
離島の診療所に赴任した若き女医が、島での生活や住民たちとの交流を通して成長していく姿を描く。『ドラマ30』枠でのCBC制作ドラマは『危険な再会』から東京支社主導で制作が行われていたが、この作品より『とびっきり、青春』以来、6年ぶりに名古屋本社での制作となった。
佐々木直子役の大寶智子は、後に『ドラマ30』枠で放送された『熱血ニセ家族』（2007年10-12月）に同名の外科医師役でゲスト出演した。
前番組『しおり伝説〜スター誕生〜』での放送事故を受け、本作品の放送回数は、当初予定より1回分少ない全44回となった。 

## あらすじ
研修を終えたばかりの新人女医・佐々木直子は、大手総合病院院長で医師会の重鎮である父・幸之助に反発していた。そんな中、直子は尊敬する教授・城之内由子に、愛知県の三河湾に浮かぶ人口400人足らずの小さな離島、佐久島の診療所への赴任を命じられる。新婚3か月になる夫・克彦と離れ、直子は島の診療所へ向かうが…。

## キャスト
- 佐々木直子（主人公・新人女医）：大寶智子

26歳の女医。新婚早々夫と離れ離れの生活になり、島の人達からも認めてもらえない。
- 佐々木克彦（直子の夫）：西川忠志
- 奥津文子（直子の母）：高林由紀子
- 小畑教子（診療所の看護部長）：水木薫
- 水島牡丹（診療所の看護師）：つぐみ

ギャル系の若い看護師。
- 井上さやか：三輪明日美

心を閉ざし気味の女の子。
- 古賀謙作：織本順吉

都会出身で若い直子の事を信頼していない。
- 城之内由子（直子の恩師）：大森暁美
- 奥津幸之助（直子の父・奥津病院院長）：勝野洋

## スタッフ
- 脚本：高田純、日野敏幸
- 演出：山本恵三、小森耕太郎、佐藤和成
- プロデューサー：山本恵三、小澤俊夫
- 制作協力：KAZUMO
- 製作：中部日本放送

## 主題歌
- 「春の風が吹いたら」唄:小内聖子